# Fondation MiSK
La Fondation MiSK, ou Fondation philanthropique Mohammed ben Salmane ben Abdelaziz, est une fondation saoudienne à but non lucratif dont la mission est de développer le savoir et de participer à l’autonomisation de la jeunesse saoudienne.

## Histoire
La Fondation MiSK est créée en 2011 par le prince héritier saoudien Mohammed ben Salmane Al Saoud, alors conseiller du gouverneur de Riyad, avec pour objectif d’accompagner les jeunes générations au cours de la transition de l’Arabie saoudite vers l’après-pétrole. Depuis 2015, la Fondation MiSK œuvre en soutien du plan Vision 2030, projet de transformation et de diversification de l’économie saoudienne.
Après avoir apporté son soutien au 9e Forum des jeunes de l’UNESCO en octobre 2015, la Fondation MiSK et l’UNESCO signent en septembre 2016 un accord-cadre couvrant des domaines tels que la jeunesse, l’éducation, les nouvelles technologies, la science et la culture. En mai 2017, les deux organismes ont organisé en partenariat le 7e Forum international des ONG partenaires officiels de l’UNESCO sur le thème de « La jeunesse et son impact social » à Riyad, en Arabie Saoudite.
En août 2016, la Fondation MiSK et l’entreprise General Electric signent un protocole d’entente préfigurant leur collaboration dans la création et le lancement de programmes de formation pour les jeunes Saoudiens en vue de les accompagner dans leur vie professionnelle.
En novembre 2016, la Fondation organise à Riyad le premier MiSK Global Forum consacré à la jeunesse, sur les thèmes de l’entrepreneuriat et de l’innovation. Le même mois, la Fondation organise un hackathon de 48h en partenariat avec le Royaume-Uni sur le thème des nouveaux services médicaux et de l’amélioration des services de santé. Près de deux cents jeunes Saoudiens et deux cents jeunes Britanniques ont participé à cet événement.
En partenariat avec Google, et avec le support du Ministère de l’Education d’Arabie saoudite, la fondation MiSK a lancé en avril 2017 un programme de promotion des bonnes pratiques et de la sécurité en ligne à destination des jeunes Saoudiens sous le nom de We Are All Online (Nous sommes tous en ligne). En 2017, une cinquantaine d’écoles publiques et privées de Riyad sont concernées par ce programme de sensibilisation.
Toujours en avril 2017, la Fondation MiSK rejoint le MIT Media Lab en tant que membre du consortium, aux côtés de près de 80 entreprises et organisations internationales de différents secteurs.
En mai 2017, la Fondation MiSK organise à Riyad le forum Tweeps 2017, événement consacré aux nouveaux usages du numérique, en présence de chefs d’Etats et de chefs d’entreprise internationaux.

### Critiques et accusations
En novembre 2019, un procès pour espionnage au bénéfice de l'Arabie saoudite en 2014 et 2015 est intenté par le département de la Justice des États-Unis. L'acte d'accusation mentionne, entre autres, une organisation et un officiel. Si l'acte d'accusation ne précise par l'identité de l'organisation et de l'officiel, de nombreuses sources affirment qu'il s'agit bien de la fondation MiSK et de Bader al-Asaker, son secrétaire général à l'époque.
En août 2020, la fondation, Bader al-Asaker et le prince Mohammed ben Salmane sont accusés par Saad Aljabri de tentative d'assassinat à son encontre.

## Description
Le nom MiSK est un dérivé du nom "musc", un ingrédient de parfum ancien utilisé traditionnellement dans la culture arabe comme symbole de générosité.

### Mission
La mission de la Fondation MiSK concerne trois secteurs : l’éducation, la culture et les médias. Elle œuvre à la mise en place de programmes et de partenariats locaux et internationaux dans de nombreux secteurs pour participer au développement culturel et intellectuel de la jeunesse saoudienne. Composée à 70 % d’individus de moins de 35 ans, la population saoudienne s’est longtemps reposée sur les revenus liés au secteur pétrolier. En 2017, près de 70 % des embauches sont assurées par le service public. Avec la diminution des revenus pétroliers, le gouvernement souhaite voir diminuer ce chiffre à 38 % d'ici 2030, en sensibilisant les jeunes générations à une culture d’entrepreneuriat et d’autonomisation. La Fondation MiSK est née de la volonté du gouvernement saoudien d’accompagner les jeunes générations au cours de cette transition.
Depuis 2015, les missions de la Fondation MiSK sont alignées sur le plan Vision 2030 mis en place par le gouvernement saoudien.

### Initiatives
- Éducation : Mise en place de MiSK schools, un campus privé qui propose des enseignements primaires et secondaires à Riyad et supporte le réseau éducatif saoudien Riyad Schools[14].
- Évènements : Tweeps 2017, MiSK Global Forum, hackathon
- Partenariats : UNESCO, Google (We Are All Online), MIT Media Lab, General Electric

## Gouvernance
- Président-fondateur : Prince héritier Mohammed ben Salmane Al Saoud